# Thé aux perles

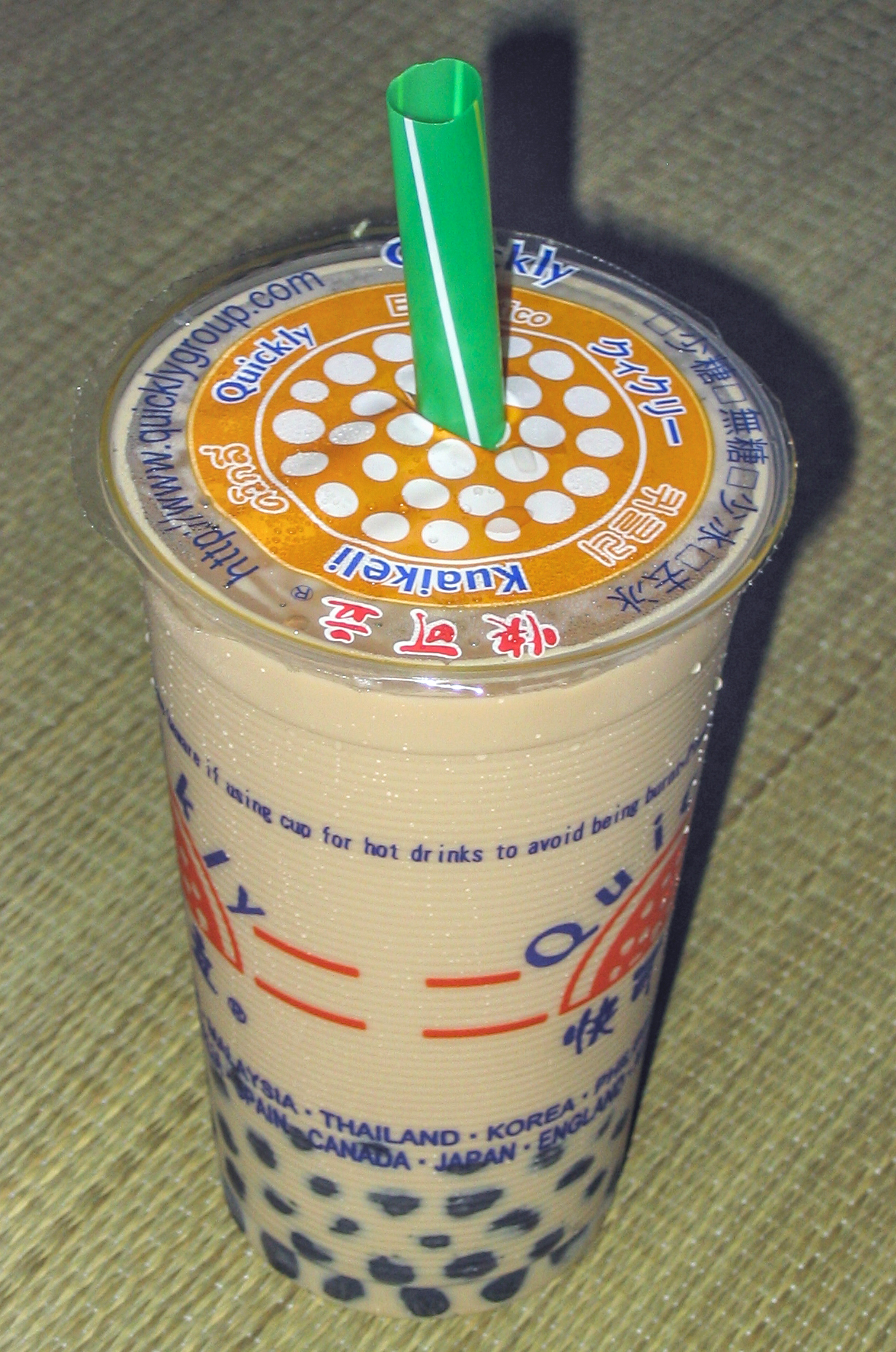
Un thé aux perles à emporter.

Le thé aux perles, aussi appelé zenzou (chinois : 珍珠奶茶 ; pinyin : zhēnzhū nǎichá ; litt. « thé au lait aux perles »), boba (translittération de bubble en chinois), bubble tea ou thé aux bulles par calque de l'anglais, est une boisson originaire de Taïwan. C'est un mélange de thé froid ou chaud et de lait, parfumé de diverses saveurs et additionné de perles noires de tapioca ou de perles de fruits. Ces dernières s'aspirent généralement au moyen d'une paille.
Originaire de Taïwan et inventé dans les années 1980, le thé aux perles est entré en 1990 dans la liste des boissons proposées par les chaînes de salons de thé et de boissons à emporter. C’est une boisson si populaire dans son île d'origine qu'on y en parle souvent comme de la « boisson nationale ».

## Préparation
Le thé aux perles peut être servi avec ou sans lait. La base de la boisson est le thé noir, Oolong, ou vert,. Les versions au lait peuvent contenir du lait en poudre, du lait frais, ou plus rarement du lait concentré sucré ou du lait végétal. Le thé aux perles est généralement servi froid.
Les perles de tapioca sont initialement faites de manioc, une plante arrivée à Taïwan depuis l'Amérique du Sud pendant l'ère coloniale japonaise. Des perles plus grosses sont rapidement adoptées,.
Certains salons de thé servent le bubble tea dans un verre. Il est cependant plus commun de le servir dans un gobelet scellé par du cellophane, ce qui permet de secouer le thé et d'éviter de le renverser. Le cellophane est ensuite percé à l'aide d'une paille spécialisée, plus large qu'une paille normale afin de permettre l'aspiration des boules de tapioca. Usuellement servi dans un gobelet en plastique transparent afin de privilégier l'esthétique de la composition du breuvage, il est parfois servi dans des gobelets cartonnés opaques, afin de réduire l'utilisation de plastique à usage unique.

## Invention
Plusieurs versions cohabitent concernant les origines du thé aux perles,. Le thé à Taïwan comporte traditionnellement du lait et du thé depuis la Formose néerlandaise, de 1624 à 1662.
La version généralement la plus reconnue cite le restaurant Chun Shui Tang (en), localisé à Taichung, comme le lieu de naissance du thé aux perles en 1983,. Le fondateur du restaurant, Liu Han-Chieh, commence à servir du thé chinois froid après avoir découvert le café froid servi au Japon lors d'un voyage. Le thé rencontre un grand succès et Liu monte une chaîne de salons de thé. La responsable de l'innovation de l'entreprise, Lin Hsiu Hui, affirme avoir créé le premier thé aux perles en 1988 en ajoutant des boules de tapioca à la boisson au cours d'une réunion du personnel : les employés goûtent la boisson et l'apprécient, ce qui mène à son ajout au menu, où il devient rapidement le best-seller de la franchise.
La Hanlin Tea Room (zh) revendique l'invention du thé aux perles en 1986, quand le propriétaire Tu Tsong-he se rend au marché local de Yamuliao (zh) et voit des boules de tapioca blanches qu'il est tenté d'ajouter à son thé,.

## Consommation dans le monde

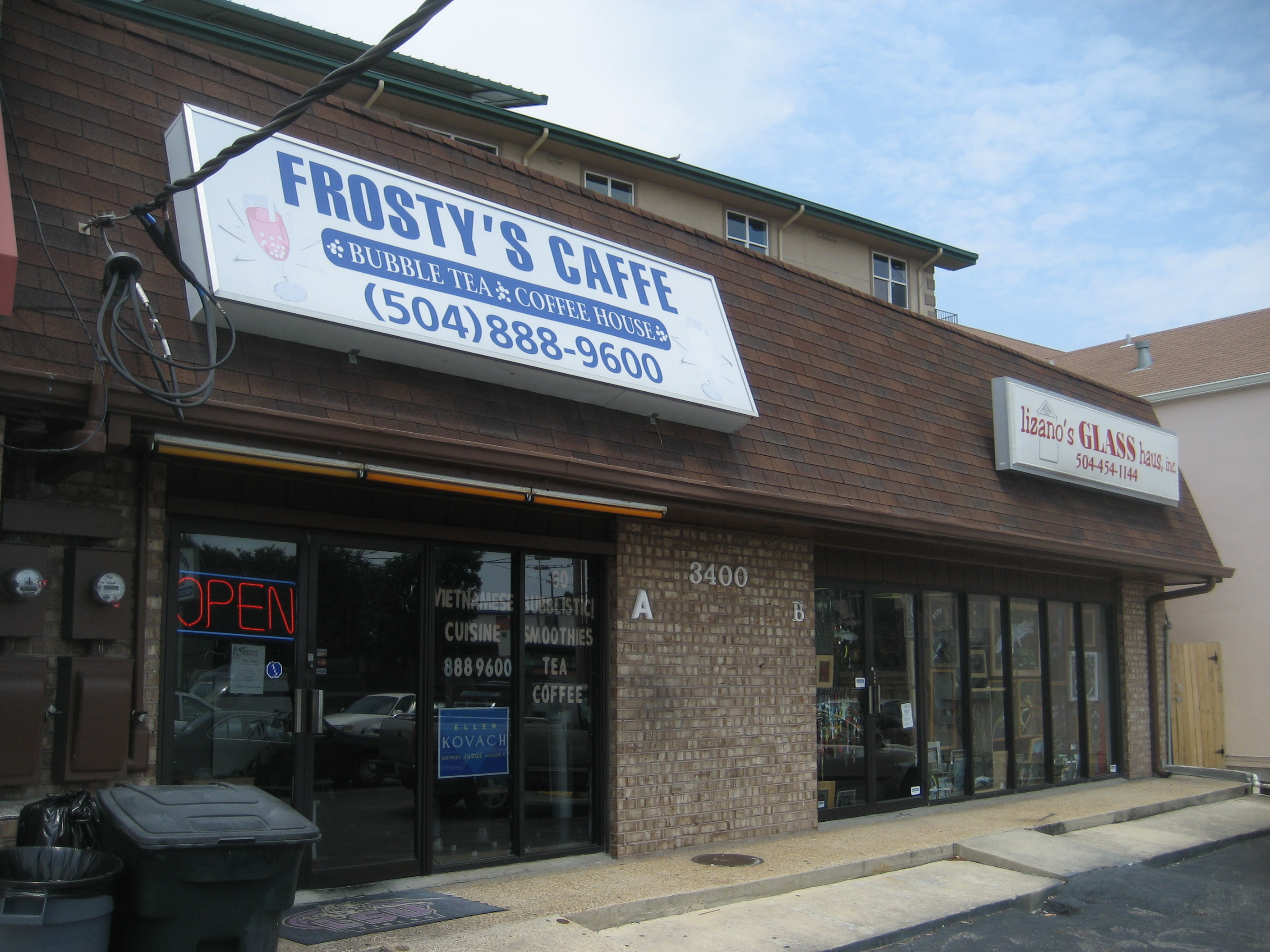
Un café où l'on sert du thé aux perles à Metairie, en Louisiane.

Le marché du bubble tea était estimé à 2,4 milliards de dollars en 2019 et devrait atteindre 4,3 milliards en 2027.
D'abord consommé à Taïwan, son lieu d'origine, puis dans d'autres pays d'Asie, tels que la Chine (y compris Hong Kong et Macao), la Corée du Sud, Singapour, la Malaisie, les Philippines, le Vietnam et la Thaïlande, la consommation de thé aux perles est désormais mondiale. Cette mondialisation est d'abord le fait des étudiants en échange et des immigrants asiatiques, qui ont envie de retrouver les goûts des produits de leurs pays. La boisson devient à la mode et les populations locales s'approprient le thé aux perles.
Le premier marché mondial en 2019 était l'Amérique du Nord, suivie par l'Asie-Pacifique, puis l'Europe et enfin l'Amérique latine, l'Afrique et le Moyen-Orient. La consommation mondiale devrait progresser de 8,5 % par an jusqu'en 2025.
D'après la société de livraison Grab, la consommation mensuelle de thé aux perles à emporter en 2018 était de six boissons par personne en Thaïlande, cinq aux Philippines, et trois en Malaisie, à Singapour, au Vietnam et en Indonésie. Le pourcentage de hausse des commandes pour du thé aux perles entre janvier et décembre 2018 était supérieur à 8 500 % en Indonésie, à 3 500 % aux Philippines, à 3 000 % en Thaïlande, à 1 500 % au Vietnam, à 700 % à Singapour et à 250 % en Malaisie.